# Betroka
Betroka (Großer Bauch, was auf ein nicht mehr vorhandenes Baobab-Exemplar anspielt) ist eine Gemeinde (commune) in der Region Anosy im Süden von Madagaskar. Im Jahre 2010 hatte sie nach Angaben der Regionsverwaltung etwa 68.000 Einwohner. Sie verwaltet ein Gebiet von 168 km² und ist Zentrum eines gleichnamigen Distriktes.
Um 1890 war Betroka eine Siedlung, in der zwischen 150 und 200 Angehörige der Bara lebten. Im Jahre 1900 wurde ein Militärposten eingerichtet und es entstand eine kurzlebige Verwaltungseinheit namens Kreis der Bara. In der Folge kamen auch nur zwei Siedler in die Region, die sich vor allem mit der Rinderzucht befassten. Heute ist Betroka einer der größten Orte entlang der Route nationale 13 zwischen Ihosy und Tolagnaro. Betroka hat eine weiterführende Schule; aus dem Ort stammt die Familie des Musikers D’Gary.